# بیل.کام
بیل.کام (انگلیسی: Bill.com) شرکت فناوری اطلاعات آمریکایی است، که در سال ۲۰۰۶ تأسیس شد.